# Província de Yazd

Comtats de Yazd

La província de Yazd (persa: استان یزد, Ostān-e Yazd) és una de les 31 províncies de l'Iran. Es troba al centre del país i el seu centre administratiu és la ciutat de Yazd. El 2014 va ser ubicada en la Regió 5.
La província té una superfície de 131.575 km², i està dividida en 10 comtats: Abarkuh, Ardakan, Bafq, Behabad, Khatam. Mehriz, Meybod, Ashkezar, Taft i Yazd. Segons el cens de 1996 la província tenia 750.769 habitants. El 2011 amb la inclusió del comtat de Tabas la població era d'1.074.428 habitants.

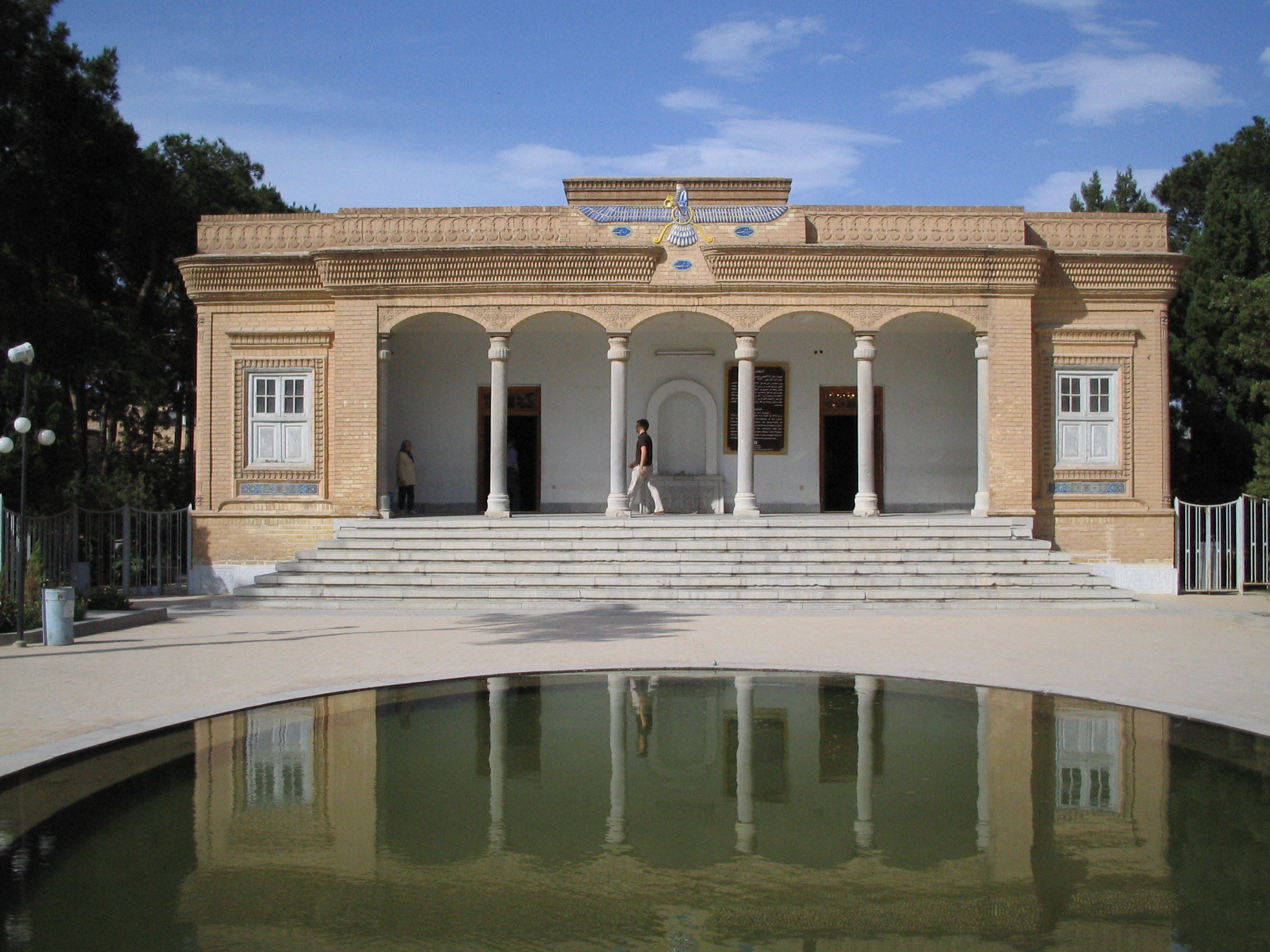
Temple de Zoroastre a Yazd.

La província de Yazd està situada en un oasi on conflueixen els deserts de Dasht-e Kavir i Dasht-e Lut. Shir Kuh és la muntanya més alta de la regió amb 4.075 m sobre el nivell del mar. La ciutat de Yazd ocupa una superfície de 16.000 km².

Yazd panorama des del complex Amir Chakhmaq.

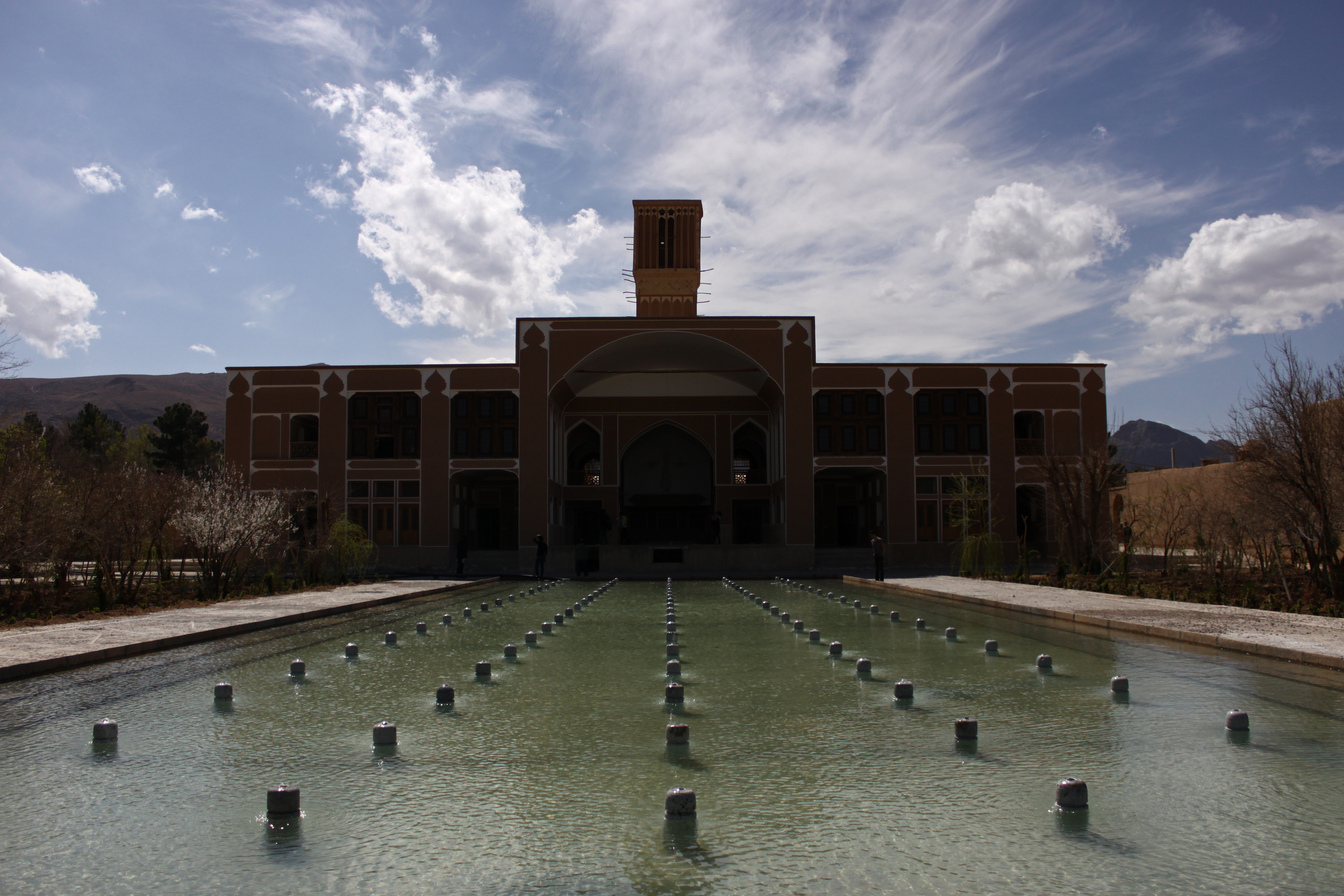
Bagh-e Namir (Sadri), Taft.

- Muntanyes orientals que es troben a l'est de la província i el cim més alt és el Bon Lokht (3.002 m)